# Marco Polo (Schiff, 1993)
Die Marco Polo ist eine von der deutschen Fährreederei TT-Line betriebene RoPax-Fähre, die unter zypriotischer Flagge auf den Routen der TT-Line im Ostseeraum fährt.

## Geschichte
Das Schiff wurde 1993 unter dem Namen Via Ionio auf der niederländischen Werft Van der Giessen-De Noord in Krimpen aan den IJssel für die italienische Reederei Viamare di Navigazione erbaut und direkt im Anschluss an TT-Line für die Verbindung von Travemünde nach Trelleborg verchartert. Ab Sommer 1993 wurde es durch den Eigner zwischen Genua und Palermo eingesetzt, ehe es 1994 an Adriatica di Navigazione verkauft und als Espresso Ravenna zwischen Ravenna und Catania in Fahrt genommen wurde. 2017 erfolgte ein weiterer Verkauf, diesmal an Compagnia Italiana Di Navigaz. Das Schiff fuhr daraufhin unter dem Namen Barbara Krahulik.
2019 übernahm TT-Line das Schiff, ließ es ab Ende 2019 in einer polnischen Werft umbauen und renovieren und setzte es ab dem 27. Januar 2020 als Marco Polo auf den Routen der Reederei im Ostseeraum ein.

## Havarie 2023
Die Marco Polo lief am 22. Oktober 2023 vor der Südküste Schwedens auf dem Weg von Travemünde nach Klaipėda zweimal auf Grund, nachdem das Schiff die Fahrrinne verlassen hatte. Dabei traten über eine Strecke von mehreren Seemeilen mindestens 25.000 Liter Schweröl in die Ostsee aus. Nach der zweiten Grundberührung fuhr sich das Schiff auf Höhe des Ortes Hörvik fest. An Bord befanden sich 71 Menschen, davon 30 Besatzungsmitglieder (andere Quellen sprechen von 71 Passagieren und 30 Besatzungsmitgliedern). Auch nach der Grundberührung trat erneut Öl aus, da das Schiff durch starke Winde abgedriftet war und sich wieder fest fuhr.
Die schwedische Küstenwache und die Reederei TT-Lines teilten am 1. November 2023 den Beginn der Bergungsarbeiten mit. Zwei Besatzungsmitglieder wurden wegen fahrlässigen Handelns zu Geldstrafen verurteilt.